# Arlecchino (prijs)
De Arlecchino was een Nederlandse theaterprijs die tussen 1964 en 2023 jaarlijks werd uitgereikt.  

## Geschiedenis
De Arlecchino was een bronzen beeldje dat sinds 1964 jaarlijks werd uitgereikt door een jury van de Nederlandse Vereniging van Schouwburg- en Concertgebouwdirecties, als prijs voor de indrukwekkendste mannelijke, ondersteunende acteursrol van het Nederlands theaterseizoen. De prijs droeg de Italiaanse naam van het personage Harlekijn. Het beeldje was sinds 2005 een ontwerp van Eric Claus. Eerdere ontwerpers waren Nic Jonk en Pépé Grégoire. Het was de pendant van de Colombina, de jaarlijkse prijs voor beste Nederlandse actrice in een bijrol, vernoemd naar het dienstmeisje Colombina uit de commedia dell'arte. 
Sinds 2024 wordt de Arlecchino niet meer uitgereikt. Net als de Louis d’Or en de Colombina is de prijs opgegaan in de vernieuwde, genderneutrale Theo d'Or. De vernieuwde Theo d’Or wordt uitgereikt in drie categorieën; de meest indrukwekkende dragende rol, de bijdragende rol en meest grensverleggende podiumprestatie.

## Gelauwerden
- 1964: Wim van den Brink
- 1965: André van den Heuvel
- 1966: Ton van Duinhoven
- 1967: Luc Lutz
- 1968: Peter van der Linden
- 1969: Sacco van der Made
- 1970: Frans van der Lingen
- 1971: Lou Landré
- 1972: Piet Römer
- 1973: Wim Kouwenhoven
- 1974: Edmond Classen
- 1975: Eric van Ingen
- 1976: Gijsbert Tersteeg
- 1977: Henk Rigters
- 1978: Frans Vorstman
- 1979: Willem Wagter
- 1980: Siem Vroom
- 1981: Henk Votel
- 1982: Wim van Rooij
- 1983: Eric van Ingen
- 1984: Titus Muizelaar
- 1985: Edwin de Vries
- 1986: Gijs Scholten van Aschat
- 1987: Porgy Franssen
- 1988: Theo Pont
- 1989: Kees Hulst
- 1990: Vic De Wachter
- 1991: Victor Löw
- 1992: Kees Coolen
- 1993: Rik Launspach
- 1994: Khaldoun El Mecky
- 1995: Han Kerckhoffs
- 1996: Henk Votèl
- 1997: Patrick Deleu
- 1998: Lucas Van den Eynde
- 1999: Paul Hoes
- 2000: Jim van der Woude

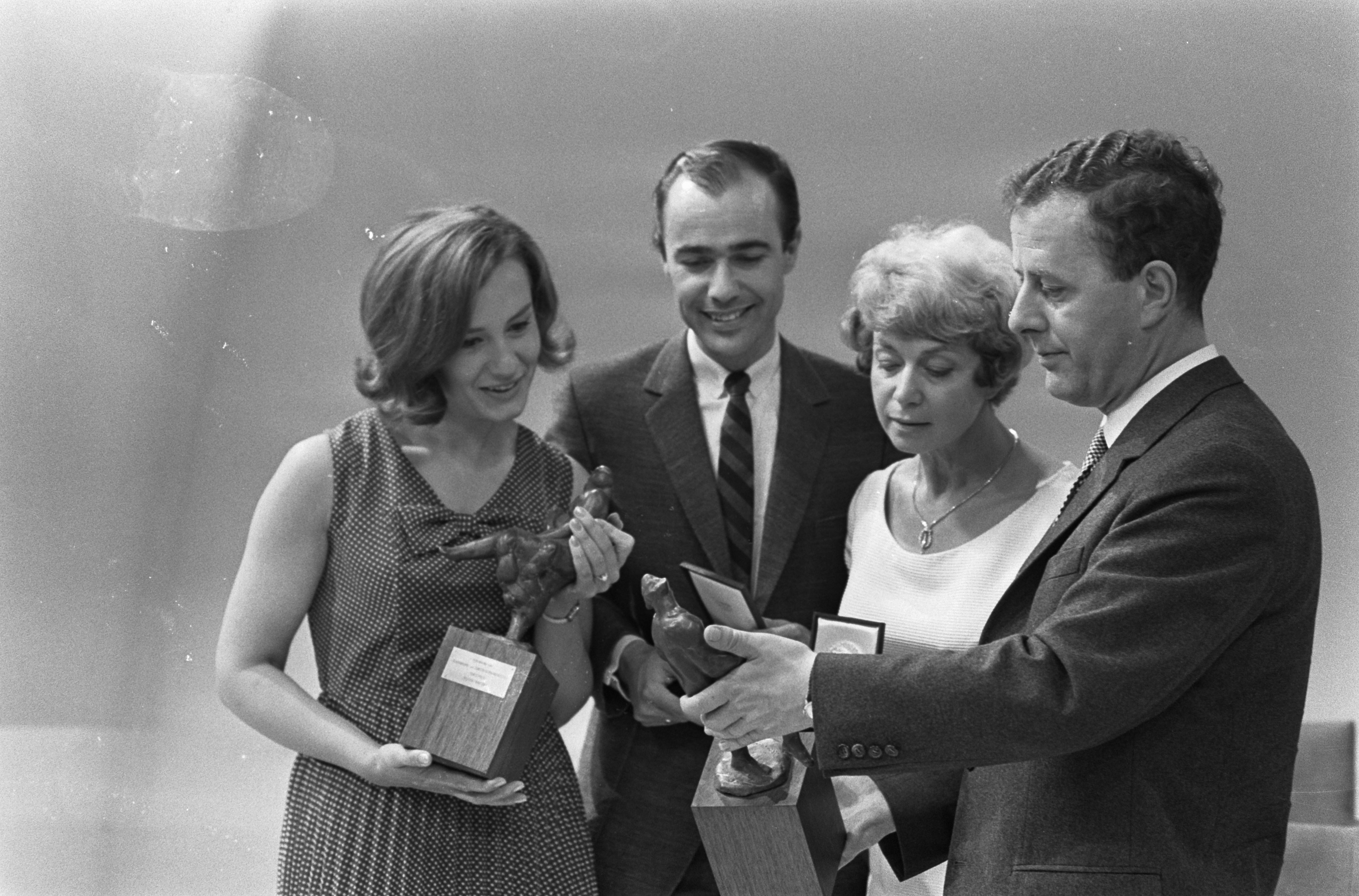
Arlecchino 1967: Luc Lutz (rechts)

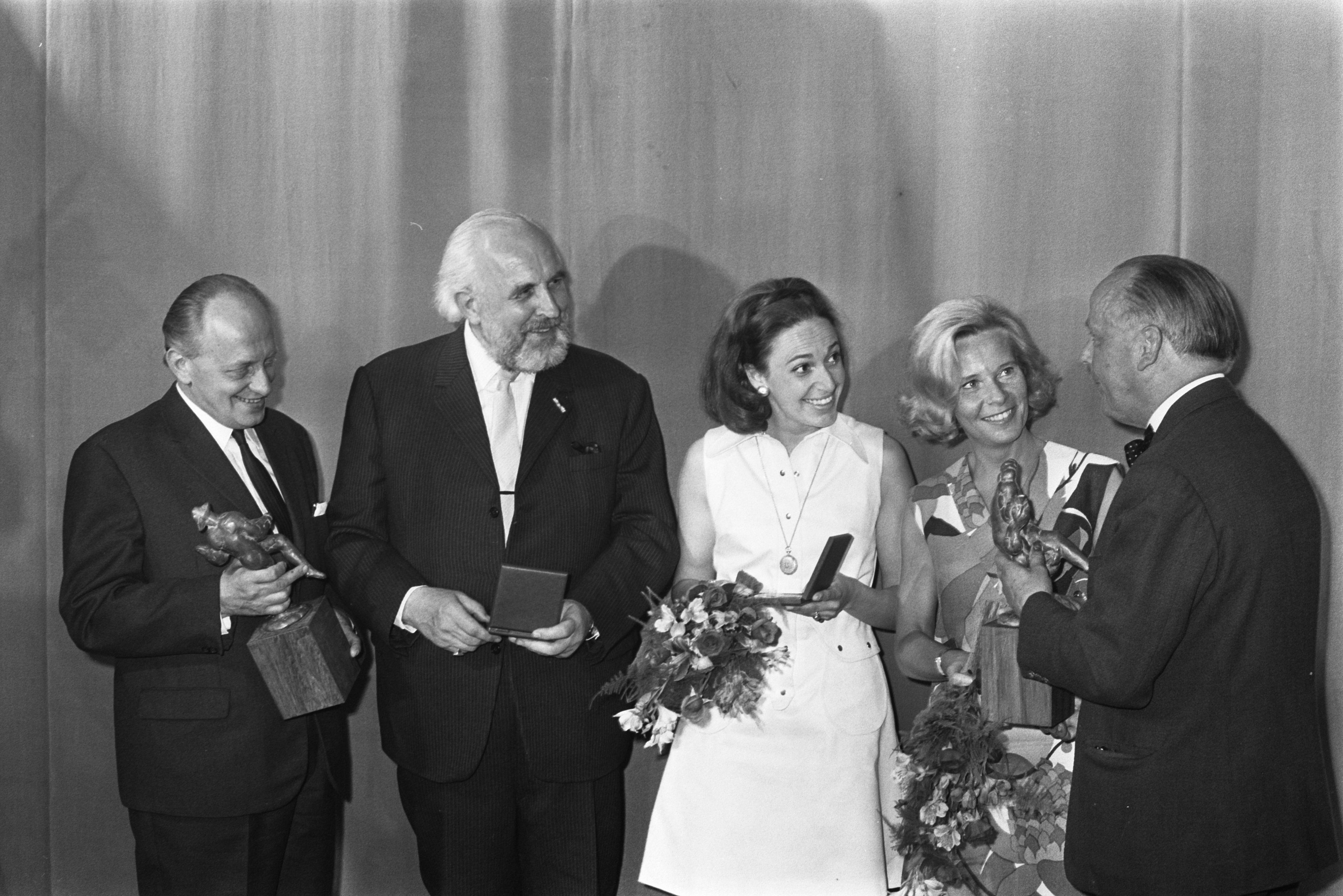
Arlecchino 1969: Sacco van der Made (links)

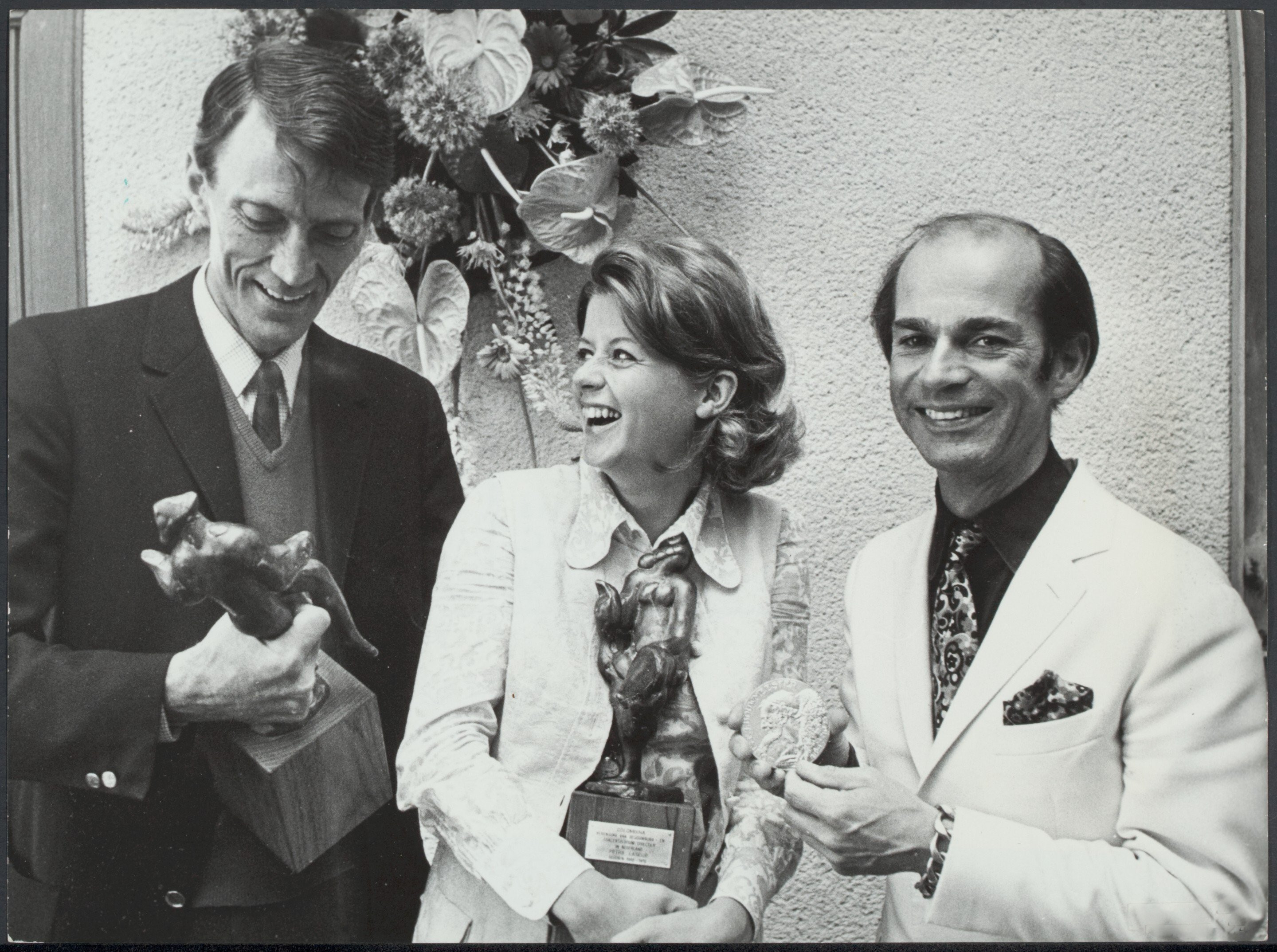
Arlecchino 1970: Frans van der Lingen (links)

- 2001: Geert Lageveen en Frank Lammers
- 2002: geen nominaties
- 2003: Kees Boot
- 2004: Pierre Bokma
- 2005: Bob Schwarze
- 2006: Jacob Derwig
- 2007: Hein van der Heijden
- 2008: Rudolf Lucieer
- 2009: Benny Claessens
- 2010: Stefan de Walle
- 2011: Peter Bolhuis[3]
- 2012: Gijs Naber[4]
- 2013: Stefan de Walle
- 2014: Martijn Nieuwerf
- 2015: Vincent van der Valk[5]
- 2016: Risto Kübar
- 2017: Maarten Heijmans[6]
- 2018: Vanja Rukavina
- 2019: Mark Kraan
- 2020: niet uitgereikt ivm COVID19 - wel jurynominaties
- 2021: Jaap Spijkers
- 2022: Majd Mardo
- 2023: Rick Paul van Mulligen